# مارتين زاباتا
مارتين زاباتا (بالإسبانية: Martín Zapata) هو لاعب كرة قدم كولومبي، ولد في 28 أكتوبر 1970 في سانتاندير دي كيليجاو في كولومبيا، وتوفي في 22 أبريل 2006 في مدينة كالي في كولومبيا. شارك مع منتخب كولومبيا لكرة القدم. أما مع النوادي، فقد لعب مع أتلتيكو ناسيونال وأونس كالداس وديبورتيفو كالي.

## وصلات خارجية
- مارتين زاباتا على موقع قاعدة بيانات كرة القدم.إي يو (الإنجليزية)
- مارتين زاباتا على موقع ناشيونال فوتبول تيمز (الإنجليزية)
- مارتين زاباتا على موقع عالم كرة القدم.نت (الإنجليزية)